# Kout na Šumavě
Kout na Šumavě – gmina w Czechach, w powiecie Domažlice, w kraju pilzneńskim. Według danych z dnia 1 stycznia 2013 liczyła 1 121 mieszkańców.
W miejscowości jest przystanek kolejowy Kout na Šumavě.
Miejscowości gminy
- Kout na Šumavě
- Nový Dvůr
- Starý Dvůr